# 1. Division 1938-1939 (Lussemburgo)
La 1. Division 1938-1939 è stata la 29ª edizione della seconda serie del campionato lussemburghese di calcio. La stagione è iniziata il 28 agosto 1938 ed è terminata il 20 marzo 1939. Le squadre Red Boys Differdange e AS Differdange hanno raggiunto la promozione in Division d'Honneur 1939-1940.

## Stagione

### Novità
Dalla Division d'Honneur sono state retrocesse l'AS Differdange e il Red Boys Differdange. Sono state promosse in Division d'Honneur l'Avenir Beggen e il Chiers Rodange. Sono state retrocesse in Promotion il Niederwiltz, il Rumelange e il Remich.

### Formula
2 punti alla vittoria, un punto al pareggio, nessun punto alla sconfitta.
Le 10 squadre partecipanti si affrontano in un girone di andata e ritorno, per un totale di 18 giornate.

Le prime due classificate sono promosse direttamente in Division d'Honneur. Le ultime tre classificate sono retrocesse direttamente in Promotion.

## Squadre partecipanti
| Club                  | Stagione | Città              | Stadio | Stagione 1937-1938                           |
| --------------------- | -------- | ------------------ | ------ | -------------------------------------------- |
| Alliance Dudelange    | dettagli | Dudelange          | ...    | 3º posto in 1. Division                      |
| Aris Bonnevoie        | dettagli | Bonnevoie          | ...    | 4º posto in 1. Division                      |
| Differdange           | dettagli | Niederkorn         | ...    | 9º posto in Division d'Honneur (Retrocesso)  |
| Blue Boys Muhlenbach  | dettagli | Muhlenbach         | ...    | 2º posto in Promotion (Neopromosso)          |
| Pétange               | dettagli | Pétange            | ...    | 3º posto in Promotion (Neopromosso)          |
| Rapid Neudorf         | dettagli | Neudorf-Weimershof | ...    | 6º posto in 1. Division                      |
| Red Black Pfaffenthal | dettagli | Pfaffenthal        | ...    | 5º posto in 1. Division                      |
| Red Boys Differdange  | dettagli | Differdange        | ...    | 10º posto in Division d'Honneur (Retrocesso) |
| Tetange               | dettagli | Kayl               | ...    | 7º posto in 1. Division                      |
| Young Boys Diekirch   | dettagli | Diekirch           | ...    | 5º posto in Promotion (Neopromosso)          |

## Classifica finale
|  | Pos. | Squadra               | Pt | G  | V  | N | P  | GF | GS | DR   |
|  | ---- | --------------------- | -- | -- | -- | - | -- | -- | -- | ---- |
|  | 1.   | Red Boys Differdange  | 30 | 18 | 14 | 2 | 2  | 78 | 22 | +56. |
|  | 2.   | Differdange           | 24 | 18 | 10 | 4 | 4  | 49 | 23 | +26. |
|  | 3.   | Pétange               | 21 | 18 | 8  | 5 | 5  | 42 | 25 | +17. |
|  | 4.   | Rapid Neudorf         | 18 | 18 | 8  | 2 | 8  | 53 | 49 | +4.  |
|  | 5.   | Tetange               | 17 | 18 | 7  | 3 | 8  | 30 | 40 | -10. |
|  | 6.   | Red Black Pfaffenthal | 15 | 18 | 5  | 5 | 8  | 36 | 50 | -14. |
|  | 7.   | Young Boys Diekirch   | 14 | 18 | 5  | 4 | 9  | 35 | 49 | -14. |
|  | 8.   | Alliance Dudelange    | 14 | 18 | 6  | 2 | 10 | 36 | 58 | -22. |
|  | 9.   | Aris Bonnevoie        | 14 | 18 | 5  | 4 | 9  | 27 | 53 | -26. |
|  | 10.  | Blue Boys Muhlenbach  | 13 | 18 | 5  | 3 | 10 | 29 | 46 | -17. |

Legenda:

      Promosse in Ehrendivision 1939-1940

      Retrocesse in Promotion 1939-1940